# Dromicodryas
Dromicodryas är ett släkte av ormar. Dromicodryas ingår enligt Catalogue of Life i familjen snokar och enligt The Reptile Database i familjen Pseudoxyrhophiidae. 
Vuxna exemplar är med en längd mindre än 75 cm små och smala ormar. De förekommer på Madagaskar. Individerna lever i skogar och de har antagligen ödlor som föda. Troligtvis lägger honor ägg.
Arter enligt Catalogue of Life och The Reptile Database:
- Dromicodryas bernieri
- Dromicodryas quadrilineatus